# Liste der Mitglieder des Schottischen Parlaments (5. Wahlperiode)

Mehrheiten in den Wahlkreisen (links, Mehrheitswahl) und Sitze, die über die Regionen besetzt wurden (rechts, Verhältniswahl) gelb=SNP, blau=Conservative, rot=Labour, grün=Scottish Green orange=LibDem

Diese Liste gibt einen Überblick über alle Mitglieder des Schottischen Parlaments der 5. Wahlperiode (2016–2021).

## Zusammensetzung
Nach den Parlamentswahlen 2016 setzte sich das Schottische Parlament wie folgt zusammen:
| Fraktion                            | Zu Beginn der Legislaturperiode | Abgänge                                                                                            | Zugänge                                                                              | Saldo | Ende der Legislaturperiode |
| ----------------------------------- | ------------------------------- | -------------------------------------------------------------------------------------------------- | ------------------------------------------------------------------------------------ | ----- | -------------------------- |
| Scottish National Party (SNP)       | 63                              | Mark McDonald, Derek Mackay                                                                        |                                                                                      | −2    | 61                         |
| Scottish Conservative Party         | 31                              | Alex Johnstone (†), John Lamont, Rachael Hamilton, Douglas Ross, Ross Thomson, Michelle Ballantyne | Bill Bowman, Michelle Ballantyne, Rachael Hamilton, Jamie Halcro Johnston, Tom Mason | −1    | 30                         |
| Scottish Labour Party               | 24                              | Ken Macintosh, Kezia Dugdale                                                                       | Sarah Boyack                                                                         | −1    | 23                         |
| Scottish Green Party                | 6                               | Andy Wightman                                                                                      |                                                                                      | −1    | 5                          |
| Scottish Liberal Democrats (LibDem) | 5                               | Tavish Scott                                                                                       | Beatrice Wishart                                                                     | ±0    | 5                          |
| Reform UK                           |                                 | | Michelle Ballantyne                                                                  | +1    | 1                          |
| Parteilos                           | 0                               | | Ken Macintosh, Mark McDonald, Derek Mackay, Andy Wightman                            | +4    | 4                          |

Anmerkungen:
1. ↑  Mark McDonald wurde von der SNP wegen Vorwürfen über sein Verhalten suspendiert und trat daraufhin aus der Partei aus.
2. ↑  Derek Mackay wurde von der SNP wegen Vorwürfen aufgrund seines Verhaltens suspendiert.
3. ↑  John Lamont hat seinen Sitz mit Wirkung vom 4. Mai 2017 niedergelegt, um die Wahl für das britische Parlament 2017 zu bestreiten. Dies löste in seinem schottischen Parlamentssitz eine Wiederwahl aus, die am selben Tag wie die britischen Parlamentswahlen stattfindet (8. Juni 2017).
4. ↑  Rachael Hamilton gab ihre Listenplatz zurück, um die Nachwahl im Wahlkreis Ettrick, Roxburgh und Berwickshire am 8. Juni 2017 für ein Direktmandat zu bestreiten.
5. ↑  Douglas Ross hat seinen Sitz im schottischen Parlament zurückgelegt, da er bei den britischen Unterhauswahlen 2017 einen Sitz im House of Commons gewonnen hat.
6. ↑  Ross Thomson hat seinen Sitz im schottischen Parlament zurückgelegt, da er bei den britischen Unterhauswahlen 2017 einen Sitz im House of Commons gewonnen hat.
7. ↑  Michelle Ballantyne verließ die Scottish Conservative Party aufgrund von Meinungsverschiedenheiten über die Politik im Zusammenhang mit der Covid-19-Pandemie.
8. ↑  Bill Bowman ersetzt Alex Johnstone
9. ↑  Michelle Ballantyne ersetzt Rachael Hamilton im Listenwahlkreis South Scotland.
10. ↑  Rachael Hamilton hat die Nachwahl im Wahlkreis Ettrick, Roxburgh und Berwickshire am 8. Juni 2017 ein Direktmandat gewonnen.
11. ↑  Jamie Halcro Johnston ersetzt Douglas Ross im Listenwahlkreis Highlands and Islands.
12. ↑  Tom Mason ersetzt Ross Thomson im Listenwahlkreis North East Scotland.
13. ↑  Ken Macintosh wurde zum Presiding Officer gewählt und ließ folglich seine Parteimitgliedschaft für die Dauer der Amtsausübung ruhen.
14. ↑  Kezia Dugdale legte ihren Sitz im schottischen Parlament nieder und nahm eine Stelle bei einer Denkfabrik an.
15. ↑  Sarah Boyack ersetzt Kezia Dugdale
16. ↑  Andy Wightman trat aufgrund von Meinungsverschiedenheiten über die Politik in Bezug auf Transgender-Rechte aus der SGP aus.
17. ↑  Tavish Scott legte seinen Sitz im schottischen Parlament nieder und nahm eine Stelle bei Scottish Rugby an.
18. ↑  Beatrice Wishart gewann die Nachwahl und ersetzte Tavish Scott
19. ↑  Michelle Ballantyne trat Reform UK (früher bekannt als Brexit Party) bei und wurde zur Leiterin von Reform UK Scotland ernannt.

## Abgeordnete
Bei einem Eintrag in der Spalte Wahlkreis hat der betreffende Abgeordnete das Direktmandat dieses Wahlkreises gewonnen. Anderenfalls wurde ein Listenmandat für die in der Spalte Wahlregion angegebene Wahlregion errungen.
| Mitglied des Parlaments | geb. | Partei       | Wahlregion            | Wahlkreis                           | Erststimmen in % | Bemerkungen |
| ----------------------- | ---- | ------------ | --------------------- | ----------------------------------- | ---------------- | --- |
| George Adam             | 1969 | SNP          | West Scotland         | Paisley                             | 49,8             | |
| Clare Adamson           | 1967 | SNP          | Central Scotland      | Motherwell and Wishaw               | 52,5             | |
| Alasdair Allan          | 1971 | SNP          | Highlands and Islands | Na h-Eileanan an Iar                | 52,1             | Staatssekretär für internationale Entwicklung und Europa |
| Tom Arthur              | 1985 | SNP          | West Scotland         | Renfrewshire South                  | 48,1             | |
| Jackie Baillie          | 1964 | Labour       | West Scotland         | Dumbarton                           | 40,2             | |
| Jeremy Balfour          |      | Conservative | Lothian               |                                     |                  | |
| Michelle Ballantyne     |      | Reform UK    | South Scotland        |                                     |                  | ersetzte Rachael Hamilton die ihren Sitz niedergelegt hat, verließ die Scottish Conservative Party aufgrund von Meinungsverschiedenheiten über die Politik im Zusammenhang mit der Covid-19-Pandemie, trat Reform UK (früher bekannt als Brexit Party) bei und wurde zur Leiterin von Reform UK Scotland ernannt. |
| Claudia Beamish         | 1952 | Labour       | South Scotland        |                                     |                  | |
| Colin Beattie           | 1951 | SNP          | Lothian               | Midlothian North and Musselburgh    | 48,9             | |
| Neil Bibby              | 1983 | Labour       | West Scotland         |                                     |                  | |
| Bill Bowman             | 1950 | Conservative | North East Scotland   |                                     |                  | seit 21. Dezember 2016, Nachfolger des verstorbenen Alex Johnstone |
| Sarah Boyack            | 1961 | Labour       | Lothian               |                                     |                  | ersetzt Kezia Dugdale |
| Claire Brennan-Baker    | 1971 | Labour       | Mid Scotland and Fife |                                     |                  | |
| Miles Briggs            |      | Conservative | Lothian               |                                     |                  | |
| Keith Brown             | 1961 | SNP          | Mid Scotland and Fife | Clackmannanshire and Dunblane       | 47,6             | Minister für Wirtschaft, Jobs und gerechter Arbeit |
| Alexander Burnett       | 1973 | Conservative | North East Scotland   | Aberdeenshire West                  | 38,1             | |
| Donald Andrew Cameron   |      | Conservative | Highlands and Islands |                                     |                  | |
| Aileen Campbell         | 1980 | SNP          | South Scotland        | Clydesdale                          | 44,0             | Staatssekretärin für öffentliche Gesundheit und Sport |
| Jackson Carlaw          | 1959 | Conservative | West Scotland         | Eastwood                            | 35,7             | |
| Finlay Carson           | 1967 | Conservative | South Scotland        | Galloway and West Dumfries          | 43,5             | |
| Peter Chapman           | 1950 | Conservative | North East Scotland   |                                     |                  | |
| Willie Coffey           | 1958 | SNP          | South Scotland        | Kilmarnock and Irvine Valley        | 55,4             | |
| Alex Cole-Hamilton      |      | LibDem       | Lothian               | Edinburgh Western                   | 41,9             | |
| Angela Constance        | 1970 | SNP          | Lothian               | Almond Valley                       | 53,0             | Ministerin für Kommunalverwaltung, Soziale Sicherheit und Gleichberechtigung |
| Maurice Corry           |      | Conservative | West Scotland         |                                     |                  | |
| Bruce Crawford          | 1955 | SNP          | Mid Scotland and Fife | Stirling                            | 47,7             | |
| Roseanna Cunningham     | 1951 | SNP          | Mid Scotland and Fife | Perthshire South and Kinross-shire  | 42,4             | Ministerin für Umwelt, Klimawandel und Landreform |
| Ruth Davidson           | 1978 | Conservative | Lothian               | Edinburgh Central                   | 30,4             | |
| Ash Denham              |      | SNP          | Lothian               | Edinburgh Eastern                   | 47,3             | |
| Graeme Dey              | 1962 | SNP          | North East Scotland   | Angus South                         | 48,9             | |
| Bob Doris               | 1973 | SNP          | Glasgow               | Glasgow Maryhill and Springburn     | 55,5             | |
| James Dornan            | 1953 | SNP          | Glasgow               | Glasgow Cathcart                    | 52,9             | |
| Annabelle Ewing         | 1960 | SNP          | Mid Scotland and Fife | Cowdenbeath                         | 46,1             | Staatssekretärin für allgemeine Sicherheit und Recht |
| Fergus Ewing            | 1957 | SNP          | Highlands and Islands | Inverness and Nairn                 | 48,3             | Minister für Landwirtschaft und Konnektivität |
| Linda Fabiani           | 1956 | SNP          | Central Scotland      | East Kilbride                       | 55,9             | |
| Mary Fee                | 1954 | Labour       | West Scotland         |                                     |                  | |
| Neil Findlay            | 1969 | Labour       | Lothian               |                                     |                  | |
| John Finnie             | 1956 | Green        | Highlands and Islands |                                     |                  | |
| Joe FitzPatrick         | 1967 | SNP          | North East Scotland   | Dundee City West                    | 57,8             | Staatssekretär für parlamentarische Angelegenheiten |
| Kate Forbes             |      | SNP          | Highlands and Islands | Skye                                | 47,6             | |
| Murdo Fraser            | 1965 | Conservative | Mid Scotland and Fife |                                     |                  | |
| Jeane Freeman           | 1953 | SNP          | South Scotland        | Carrick, Cumnock and Doon Valley    | 43,2             | Staatssekretärin für soziale Sicherheit |
| Kenneth Gibson          | 1961 | SNP          | West Scotland         | Cunninghame North                   | 51,9             | |
| Jenny Gilruth           |      | SNP          | Mid Scotland and Fife | Mid Fife and Glenrothes             | 54,4             | |
| Maurice Golden          |      | Conservative | West Scotland         |                                     |                  | |
| Mairi Gougeon           |      | SNP          | North East Scotland   | Angus North and Mearns              | 45,7             | |
| Christine Grahame       | 1944 | SNP          | South Scotland        | Midlothian South                    | 45,1             | |
| Rhoda Grant             | 1963 | Labour       | Highlands and Islands |                                     |                  | |
| Iain Gray               | 1957 | Labour       | South Scotland        | East Lothian                        | 37,8             | |
| Jamie Greene            |      | Conservative | West Scotland         |                                     |                  | |
| Ross Greer              |      | Green        | West Scotland         |                                     |                  | |
| Mark Griffin            | 1985 | Labour       | Central Scotland      |                                     |                  | |
| Rachael Hamilton        | 1970 | Conservative | South of Scotland     | Ettrick                             | 53,6             | John Lamont hat seinen Sitz mit Wirkung vom 4. Mai 2017 niedergelegt. Die Nachwahl in seinem Wahlkreis am 8. Juni 2017 hat Rachael Hamilton gewonnen. |
| Emma Harper             |      | SNP          | South Scotland        |                                     |                  | |
| Alison Harris           | 1965 | Conservative | Central Scotland      |                                     |                  | |
| Patrick Harvie          | 1973 | Green        | Glasgow               |                                     |                  | |
| Clare Haughey           |      | SNP          | Glasgow               | Rutherglen                          | 46,2             | |
| Jamie Hepburn           | 1979 | SNP          | Central Scotland      | Cumbernauld and Kilsyth             | 60,1             | Staatssekretärin für Arbeitsfähigkeit und Ausbildung |
| Fiona Hyslop            | 1964 | SNP          | Lothian               | Linlithgow                          | 50,4             | Ministerin für Kultur, Tourismus und Außenbeziehungen |
| Daniel Johnson          |      | Labour       | Lothian               | Edinburgh Southern                  | 35,5             | |
| Alison Johnstone        | 1965 | Green        | Lothian               |                                     |                  | |
| Jamie Halcro Johnston   |      | Conservative | Highlands and Islands |                                     |                  | Douglas Ross hat seinen Sitz im schottischen Parlament zurückgelegt, da er bei den britischen Unterhauswahlen 2017 einen Sitz im House of Commons gewonnen hat. |
| James Kelly             | 1963 | Labour       | Glasgow               |                                     |                  | |
| Liam Kerr               |      | Conservative | North East Scotland   |                                     |                  | |
| Bill Kidd               | 1956 | SNP          | Glasgow               | Glasgow Anniesland                  | 51,7             | |
| Johann Lamont           | 1957 | Labour       | Glasgow               |                                     |                  | |
| Monica Lennon           |      | Labour       | Central Scotland      |                                     |                  | |
| Richard Leonard         |      | Labour       | Central Scotland      |                                     |                  | |
| Gordon Lindhurst        |      | Conservative | Lothian               |                                     |                  | |
| Richard Lochhead        | 1969 | SNP          | North East Scotland   | Moray                               | 47,1             | |
| Dean Lockhart           |      | Conservative | Mid Scotland and Fife |                                     |                  | |
| Richard Lyle            | 1950 | SNP          | Central Scotland      | Uddingston and Bellshill            | 48,8             | |
| Angus MacDonald         | 1969 | SNP          | Central Scotland      | Falkirk East                        | 51,4             | |
| Gordon MacDonald        | 1960 | SNP          | Lothian               | Edinburgh Pentlands                 | 39,5             | |
| Lewis Macdonald         | 1957 | Labour       | North East Scotland   |                                     |                  | |
| Fulton MacGregor        |      | SNP          | Central Scotland      | Coatbridge and Chryston             | 48,0             | |
| Kenneth Macintosh       | 1962 | Labour       | West Scotland         |                                     |                  | Presiding Officer |
| Derek Mackay            | 1977 | Unabh.       | West Scotland         | Renfrewshire North and West         | 47,8             | wurde von der SNP wegen Vorwürfen aufgrund seines Verhaltens suspendiert. |
| Rona Mackay             |      | SNP          | West Scotland         | Strathkelvin and Bearsden           | 43,5             | |
| Ben Macpherson          |      | SNP          | Lothian               | Edinburgh Northern and Leith        | 46,7             | |
| Ruth Maguire            |      | SNP          | West Scotland         | Cunninghame South                   | 52,2             | |
| Jenny Marra             | 1977 | Labour       | North East Scotland   |                                     |                  | |
| Gillian Martin          |      | SNP          | North East Scotland   | Aberdeenshire East                  | 45,8             | |
| John Mason              | 1957 | SNP          | Glasgow               | Glasgow Shettleston                 | 56,0             | |
| Tom Mason               |      | Conservative | North East Scotland   |                                     |                  | Ross Thomson hat seinen Sitz im schottischen Parlament zurückgelegt, da er bei den britischen Unterhauswahlen 2017 einen Sitz im House of Commons gewonnen hat. |
| Michael Matheson        | 1970 | SNP          | Central Scotland      | Falkirk West                        | 56,9             | Minister für Justiz |
| Joan McAlpine           | 1962 | SNP          | South Scotland        |                                     |                  | |
| Liam McArthur           | 1962 | LibDem       | Highlands and Islands | Orkney                              | 67,4             | |
| Mark McDonald           | 1980 | Unabh.       | North East Scotland   | Aberdeen Donside                    | 56,0             | Mark McDonald wurde von der SNP wegen Vorwürfen über sein Verhalten suspendiert und trat daraufhin aus der Partei aus. |
| Ivan McKee              | 1963 | SNP          | Glasgow               | Glasgow Provan                      | 54,6             | |
| Christina McKelvie      | 1968 | SNP          | Central Scotland      | Hamilton                            | 48,3             | |
| Stuart McMillan         | 1972 | SNP          | West Scotland         | Greenock and Inverclyde             | 53,7             | |
| Pauline McNeill         | 1962 | Labour       | Glasgow               |                                     |                  | |
| Margaret Mitchell       | 1952 | Conservative | Central Scotland      |                                     |                  | |
| Edward Mountain         |      | Conservative | Highlands and Islands |                                     |                  | |
| Oliver Mundell          |      | Conservative | South Scotland        | Dumfriesshire                       | 37,3             | |
| Alex Neil               | 1951 | SNP          | Central Scotland      | Airdrie and Shotts                  | 52,5             | |
| Gil Paterson            | 1942 | SNP          | West Scotland         | Clydebank and Milngavie             | 49,2             | |
| Willie Rennie           | 1967 | LibDem       | Mid Scotland and Fife | North East Fife                     | 43,8             | |
| Shona Robison           | 1966 | SNP          | North East Scotland   | Dundee City East                    | 58,1             | Ministerin für Gesundheit und Sport |
| Gail Ross               |      | SNP          | Highlands and Islands | Caithness                           | 43,3             | |
| Alex Rowley             | 1963 | Labour       | Mid Scotland and Fife |                                     |                  | |
| Mike Rumbles            | 1956 | LibDem       | North East Scotland   |                                     |                  | |
| Mark Ruskell            | 1972 | Green        | Mid Scotland and Fife |                                     |                  | |
| Michael Russell         | 1953 | SNP          | Highlands and Islands | Argyll and Bute                     | 46,0             | Staatssekretär für die britischen Verhandlungen über Schottlands Platz in Europa |
| Anas Sarwar             | 1983 | Labour       | Glasgow               |                                     |                  | |
| John Scott              | 1951 | Conservative | South Scotland        | Ayr                                 | 43,0             | |
| Graham Simpson          |      | Conservative | Central Scotland      |                                     |                  | |
| Elaine Smith            | 1963 | Labour       | Central Scotland      |                                     |                  | |
| Elizabeth Smith         | 1960 | Conservative | Mid Scotland and Fife |                                     |                  | |
| Colin Smyth             |      | Labour       | South Scotland        |                                     |                  | |
| Shirley-Anne Somerville | 1974 | SNP          | Mid Scotland and Fife | Dunfermline                         | 43,3             | Staatssekretärin für Weiterbildung, Hochschulbildung und Wissenschaft |
| Stewart Stevenson       | 1946 | SNP          | North East Scotland   | Banffshire and Buchan Coast         | 55,1             | |
| Alexander Stewart       |      | Conservative | Mid Scotland and Fife |                                     |                  | |
| David Stewart           | 1956 | Labour       | Highlands and Islands |                                     |                  | |
| Kevin Stewart           | 1968 | SNP          | North East Scotland   | Aberdeen Central                    | 43,6             | Staatssekretär für Kommunalverwaltung und Wohnungsbau |
| Nicola Sturgeon         | 1970 | SNP          | Glasgow               | Glasgow Southside                   | 61,4             | Erste Ministerin |
| John Swinney            | 1964 | SNP          | Mid Scotland and Fife | Perthshire North                    | 48,6             | Minister für Bildung und berufliche Qualifizierung |
| Maree Todd              |      | SNP          | Highlands and Islands |                                     |                  | |
| Adam Tomkins            |      | Conservative | Glasgow               |                                     |                  | |
| David Torrance          | 1961 | SNP          | Mid Scotland and Fife | Kirkcaldy                           | 52,6             | |
| Maureen Watt            | 1951 | SNP          | North East Scotland   | Aberdeen South and North Kincardine | 42,1             | Staatssekretärin für psychische Gesundheit |
| Annie Wells             |      | Conservative | Glasgow               |                                     |                  | |
| Paul Wheelhouse         | 1970 | SNP          | South Scotland        |                                     |                  | Staatssekretär für Wirtschaft, Innovation und Energie |
| Sandra White            | 1951 | SNP          | Glasgow               | Glasgow Kelvin                      | 38,5             | |
| Brian Whittle           | 1964 | Conservative | South Scotland        |                                     |                  | |
| Andy Wightman           |      | Unabh.       | Lothian               |                                     |                  | trat aufgrund von Meinungsverschiedenheiten über die Politik in Bezug auf Transgender-Rechte aus der SGP aus. |
| Beatrice Wishart        |      | LibDem       | Highlands and Islands | Shetland                            | 47,8             | gewann die Nachwahl und ersetzte Tavish Scott |
| Humza Yousaf            | 1985 | SNP          | Glasgow               | Glasgow Pollok                      | 54,8             | Staatssekretär für Transport und die Inseln |